# Слободан Хомен
Слободан Хомен (Београд, 19. април 1972) српски је политичар и адвокат. Био је државни секретар Министарства правде, те члан Државне комисије за тајне гробнице убијених од септембра 1944. године и посланик Социјалдемократске странке у Народној скупштини Србије.

## Биографија
Мајка му је адвокатица а отац инжењер. Завршио је Правно-биротехничку школу, а затим и 1996. дипломирао на Правном факултету. На Харварду је 2001. године завршио John F. Kennedy School of Government Executive Network Program. Исте године положио је и правосудни испит.
Крајем деведесетих био је активан у Студентској иницијативи, организацији која је произашла из Студентског протеста 1996/1997. Оснивањем Отпора, чији је циљ био рушење Слободана Милошевића, Хомен постаје један од лидера покрета. Ту је био задужен за финансије. У периоду од 1996. до 2007. године бавио се и својим позивом, најпре као адвокатски приправник, затим и као адвокат, али уласком у политику напустио је адвокатуру.
У Влади Мирка Цветковића постављен је на место државног секретара Министарства правде. Налазио се, такође, и у Државној комисији за тајне гробнице убијених од септембра 1944. Његов деда Слободан Суботић основао је 1934. године адвокатску канцеларију у Београду која и данас ради, а води је његова сестра. Слободан је био један од бранилац на суђењу Драгољубу Михаиловићу.
На седници Владе Србије 24. марта 2011. године Влада Србије именовала га је за функционера задуженог за координацију односа са јавношћу. Био је народни посланик у сазиву 2012-2014. У новом сазиву, 2014. године, мандат му је потврђен 5. јуна 2014. године.
Полиција од 2024. трага за Хоменом због наводног учешћа у крађи и организовању групе која је крала државна одликовања из Канцеларије за Ордене у склопу Палате Србије. Шесторо од осам осумњичених је ухапшено марта 2024. а Хомен је, према писању неких медија, у бекству. Група је украла 43.000 вредних државних одликовања. Хомен је негирао оптужбе и навео да годинама са породицом не живи у Србији и да нема везе са крађом али да је добра мета, јер су му отац и деда као и он сакупљали одликовања.

## Лични живот
Он активно скија. Колекционар је одликовања Краљевине Србије и Краљевине Југославије.
Говори енглески и француски језик.Ожењен је, отац једног детета.